# Fluido de produção
Fluido de produção é a mistura fluida de óleo, gás e água em fluido de formação que flui para a superfície de um poço de petróleo de um reservatório, com consistência (viscosidade e composição variável.
Os fluidos podem ser descritos por uma variedade de características, incluindo:
- Corte de água - a proporção do fluido, o qual é a água em vez de hidrocarbonetos.
- Grau API - a medição no campo petrolífero do peso dos hidrocarbonetos.
- GOR - Razão gás para óleo (gas to oil ratio) descrevendo quantos pés cúbicos padrão de gás podem ser obtidos para cada barril do estoque do reservatório de óleo.
- H2S - a concentração deste gás. Fluidos com uma alta concentração de H2S são descritos como "azedos" ("sour").